# Ruski umjetnički znanstveno restauracioni centar I.E.Grabara
Ruski umjetnički znanstveno restauracioni centar I.E.Grabara vodeći je državni konzervatorsko restauratorski zavod u Ruskoj Federaciji.

## Povijest
Centar je utemeljen 1918. godine.Glavni inicijator utemeljenja bio je Igor Emanuelovič Grabar,umjetnik i povjesničar umjetnosti.Godine 1934. centar je zatvoren,te je ponovo otvoren 1944.

## Centar danas
Danas je centar jedna od ruskih institucija zaštite kulturne baštine koje su kontinuirano radile na obučavanju budućih djelatnika.U centru je još 1947.  stvoren pravilnik o zvanju restaurator umjetnina ( do tog razdoblja u Rusiji nije bilo sustavnog školovanja konzervatora restauratora!).Od 1955. u centru su se održavali dvogodišnji tečajevi za restauratore slika,skulptura  ,grafika i djela primijenjene umjetnosti.
Centar danas surađuje s više od 200 ruskih muzeja.Također centar je pored Državnog centra za znanstvena istraživanja u području konzerviranja restauriranja(Государственный научно-исследовательский институт реставрации - ГосНИИР) jedan od vodećih izdavača konzervatorsko restauratorske literature na ruskom jeziku,te je suorganizator brojnih konferencija o konzervatorsko restauratorskoj problematici.
Značajan je   i doprinos centra na polju ekspertiza i atribucija umjetničke baštine.
Vodeća je institucija za školovanje i doškolovanje restauratora koji rade u ruskim muzejima.
Kao posebnost se može izdvojiti i veći broj izdanih monografija posvećenih pojedinim značajnijim ruskim restauratorima.

## Požar 2010.
Dana 15.07.2010. centar je teško oštećen u požaru.

## Vanjske poveznice
- Službena stranica

## Video zapisi
- Kratki video posvećen centru